# Cixius taipingshana
Cixius taipingshana är en insektsart som beskrevs av Tsaur 1991. Cixius taipingshana ingår i släktet Cixius och familjen kilstritar. Inga underarter finns listade i Catalogue of Life.